# Manuel da Silva Passos
Manuel da Silva Passos (São Martinho de Guifões, Bouças, 5 de janeiro de 1805 – Marvila, Santarém, 18 de janeiro de 1862), mais conhecido por Passos Manuel, bacharel formado em Direito, advogado, parlamentar brilhante, ministro em vários ministérios e um dos vultos mais proeminentes das primeiras décadas do liberalismo, encarnando a esquerda do movimento vintista na fase inicial da monarquia constitucional, tendo depois assumido o papel de líder incontestado dos setembristas. Foi seu irmão mais velho, e inseparável aliado na vida política, José da Silva Passos, um também proeminente político da esquerda liberal. Ficou célebre a sua declaração de princípios: "A Rainha é o chefe da nação toda. E antes de eu ser de esquerda já era da Pátria. A Pátria é a minha política."

## Biografia
Manuel da Silva Passos nasceu na freguesia de Guifões, no então julgado de Bouças, hoje concelho de Matosinhos, filho de Antónia Maria da Silva Passos e de seu marido Manuel da Silva Passos, lavrador com interesses na Real Companhia dos Vinhos do Alto Douro e em casas comerciais do Porto. Foi baptizado a 13 de janeiro de 1805, tendo como padrinhos Manuel José Fernandes e Genoveva Maria. Era o segundo filho do casal. No dizer de Oliveira Martins, os seus pais, pequenos proprietários rurais do Minho, tinham na Companhia dos Vinhos e em casas de comércio do Porto o melhor de sessenta mil cruzados de riqueza móvel. Tal permitiria mais tarde a Manuel Passos, e a seu irmão primogénito José Passos, serem mandados a Coimbra, onde só iam os abastados.
Era neto paterno de José da Silva Passos e Leocádia Maria, materno de José Álvares e Maria da Silva.

### Os anos formativos
Como Manuel e o seu irmão José desde cedo manifestassem inteligência e vontade de estudar, seus pais, reconhecendo que o melhor legado que poderiam deixar-lhes era a instrução, empregaram todos os possíveis esforços para que recebessem uma boa educação. Depois de frequentarem os estudos menores no Porto, os dois irmãos matricularam-se em 1817 nas Faculdades de Cânones e de Leis da Universidade de Coimbra.
Na Universidade, Manuel da Silva Passos revelou-se um estudante brilhante, passando a receber um prémio pecuniário de 40$000 réis anuais, envolvendo-se profundamente na vida académica, então particularmente intensa dada a instabilidade política e social que Portugal atravessava.
Na verdade, o fermento deixado pela Revolução Francesa e pela Guerra Peninsular, a que se associava a inquietação causada pela continuada ausência da Corte, que entretanto se fixara no Rio de Janeiro, tinham causado o aparecimento de grandes tensões na sociedade portuguesa. Reflexo dessa realidade, a Universidade de Coimbra era um viveiro de ideais revolucionários e de novas tendências de organização social e política, ambiente a que os irmãos Passos não foram imunes.
Assim que ocorreu a Revolução de 1820, Manuel Passos, e José Passos, seu companheiro inseparável, aderiram entusiasticamente aos seus objectivos, revelando-se ardentes liberais.
Apesar da perturbação causada pela revolução e pelo estado de efervescência em que vivia a Universidade de Coimbra, Manuel Passos em 1822 formou-se em Leis (Direito), mantendo-se contudo estudante em Coimbra, onde em parceria com o irmão, editou no primeiro semestre de 1823 um periódico intitulado Amigo do Povo.
O Amigo do Povo teve apenas 4 números, já que pouco depois cessou a sua publicação, por nesse mesmo ano de 1823 ter a reacção triunfado na Vilafrancada e, em consequência, a edição ter sido proibida. Era uma folha de carácter académico, onde, entre citações latinas, se exaltavam os ideais democráticos da Revolução Francesa, ao mesmo tempo que se procurava minimizar os excessos sanguinários de Marat e dos seus seguidores. Assumindo uma postura simultaneamente radical e conciliadora, que aliás marcaria o seu percurso político posterior, os irmãos Passos assumiam-se como democratas e amigos do povo enquanto procuravam mostrar não ser inimigos de quem quer que fosse.

### O maçom
Por esta época iniciou-se na maçonaria, numa loja de Coimbra, sob o nome simbólico de Howard, iniciando aí um percurso que o levaria a Grão-Mestre da Maçonaria do Norte (facção dissidente do Grande Oriente. O episódio do Amigo do Povo, a recusa de jurar fidelidade a D. Miguel e a sua oposição pública ao restabelecimento do absolutismo, levou a que a Universidade, através da sua Junta Exprobatória, os tenha expulsado a ambos.
Manuel Passos foi então para o Porto, onde desiste, alegadamente por falta de clientes, da prática da advocacia que já havia iniciado, e se matricula como advogado de número da Relação e Casa do Porto, exercendo aí alguma advocacia e mantendo actividade política junto do movimento liberal e intensa actividade maçónica. Em 1822 estava filiado na Sociedade Patriótica Promotora das Letras e da Indústria Nacional do Porto.
Por esta época terá conhecido o general João Oliveira e Daun, o futuro Saldanha, e o coronel Rodrigo Pinto Pizarro, dois dos mais importantes actores dos acontecimentos militares e políticos do período do pós-guerra civil.

### O exílio
Quando a 16 de maio de 1828 os liberais do Porto se levantaram contra o governo de D. Miguel, depois do golpe de Estado que este dera em Lisboa restabelecendo a monarquia absoluta, e malograda a Belfastada, viu-se obrigado a procurar refúgio, com seu irmão e outros, no exército liberal que retirou para a Corunha, onde se juntou à primeira vaga dos emigrados liberais.
Da Corunha partiu para Plymouth, onde chegou a 26 de setembro de 1828, data que registou num soneto escrito por ele, com o pseudónimo arcádio de Almeno Damoeta, e dedicado à rainha D. Maria II.
De Plymouth seguiu depois para a Bélgica, onde chegou a 30 de janeiro de 1829, e daí para França. Instalou-se em Eaubonne, nos arredores de Paris, onde passou a frequentar a tertúlia de emigrados portugueses que se reunia no Café da La Paix, com a qual viveu intensamente o movimento revolucionário que abalou a França em julho de 1830. No entretanto, a Europa abriu-lhes os olhos para o atraso do seu país e para a necessidade de reformas inadiáveis, que os irmão Passos passam a defender ardentemente em textos panfletários.
Foi entre os emigrados que tinham procurado refúgio naquele país que os irmãos Passos, com destaque para Manuel, se foram tornando conhecidos e estabelecendo relacionamentos e cumplicidades políticas que perdurariam por toda a vida. Ali se relacionou de perto, entre outros, com João Oliveira e Daun, o futuro marechal e duque de Saldanha, a quem dirigiu um soneto laudatório com o atrás referido pseudónimo de Almeno Damoeta e a quem mais tarde defenderia, em opúsculos e na imprensa, de acusações de traição durante a Belfastada, que lhe foram feitas aquando da sua ruptura com o grupo anglófilo do movimento liberal e com o regente D. Pedro IV.
Em colaboração com o irmão, iniciou em Paris a publicação de opúsculos versando matérias da política portuguesa, entre os quais se destacam, pelo seu impacto entre os emigrados, dois Memoriaes sobre o estado do país e sobre a necessidade de destruir o governo de D. Miguel e de restabelecer o trono da rainha D. Maria II. Tiveram também ampla divulgação os opúsculos intitulados Breve razoamento a favor da liberdade lusitana e Exame de algumas opiniões e doutrinas de Filipe Ferreira de Araújo e Castro e de Silvestre Pinheiro Ferreira.
Todos estas publicações começaram a dar uma certa notoriedade ao seu nome, a qual foi amplificada com a sua intervenção na grave desinteligência que se levantou entre o ministro da guerra liberal Cândido José Xavier e o coronel Rodrigo Pinto Pizarro, seu amigo dos tempos do Porto. Tal disputa deu origem a que os dois irmãos Passos emitissem opinião num opúsculo impresso em Paris em 1832, e intitulado Parecer de dois advogados da Casa do Porto. Nesse mesmo ano, publicaram, em português e francês, uma resposta a novas acusações de concluio e traição durante a Belfastada, veiculadas pelo Times contra o futuro 1.º duque de Saldanha. Tudo isto foi dando aos irmãos Passos reputação e prestígio, colocando-os entre as vozes mais escutadas da corrente saldanhista, então os liberais mais radicais e francófilos, a verdadeira esquerda dos emigrados.
Manuel Passos assumia-se como um democrata incorrigível e adepto intransigente da soberania popular, recusando por isso a solução de liberalismo outorgado, materializada pela Carta Constitucional da Monarquia Portuguesa de 1826, a qual em seu entender era ilegítima por ter emanado da vontade do soberano e não da vontade, essa sim soberana, do povo. Por isso defendia, para depois da vitória, a convocação imediata de um novo congresso constituinte destinado a reformar a Carta.
Nos seus panfletos é clara a sua cisão com o corpo principal do movimento liberal, aconselhando repetidamente o imperador D. Pedro IV a separar-se dos maus amigos que ele investira na Regência da Terceira. Contudo, fazendo jus ao seu espírito conciliador, já antes patente no Amigo do Povo, defende coerentemente a fusão entre moderados e radicais em torno dos objectivos principais do liberalismo.
Quando D. Pedro organizou em Belle Isle a expedição de socorro aos liberais da ilha Terceira, os irmãos Passos, dada a sua inimizade em relação à Regência instalada naquela ilha, foram dos que ficaram para trás, não tendo passado pelo exílio nos Açores nem tido parte no Desembarque do Mindelo.
Consolidado a presença liberal no Porto, apresentou-se ali a 9 de agosto de 1832, onde foi integrado, por ordem de Bernardo de Sá Nogueira de Figueiredo, o futuro marquês de Sá da Bandeira, como oficial no Batalhão de Voluntários de Leça, estacionado na Foz do Douro, passando a participar intensamente na actividade política que se desenvolveu durante o cerco do Porto, iniciando o percurso que o levaria ao Parlamento e ao Governo.

### A actividade parlamentar na fase inicial do liberalismo
Na fase anterior à Convenção de Évora-Monte, e coerente com a tónica conciliadora que sempre pôs na sua intervenção política, apesar do radicalismo dos objectivos que perseguia, liderou a oposição ao Decreto de 31 de agosto de 1833, assinado por D. Pedro IV, que obrigava os miguelistas a responder com os seus bens pessoais para ressarcimento dos prejuízos causados aos liberais durante os governos da usurpação. Na opinião de Manuel Passos, que depois levou para as Cortes, os liberais, como verdadeiros democratas, deveriam defender indemnizações pagas pelo Estado aos vencedores, evitando novas perseguições e esbulhos, agora de sinal contrário.
Também nesse período, assume a chefia da Maçonaria do Norte e, aproveitando as primeiras eleições municipais do regime liberal, faz campanha para a eleição de seu irmão José da Silva Passos, o qual encabeçava a lista patriótica que venceu a eleição municipal realizada a 21 de fevereiro de 1834 no Porto.
Com uma reputação de homem de esquerda, logo em 1834 foi eleito deputado pelo Douro, prestando juramento a 23 de agosto de 1834, para a primeira legislatura das Cortes após o termo das guerras liberais. Aí, o seu talento parlamentar rapidamente o conduziu à ribalta do campo saldanhista, passando a representar nas Cortes a esquerda mais radical do vintismo.
Quando as Cortes abriram, em 15 de agosto de 1834, parecia talhada para o seu talento parlamentar a questão da legitimidade da regência de D. Pedro IV, que então surgia cravada de dificuldades e cercada de perigos. Coerente com o que defendia desde o exílio, combateu a regência e assumiu definitivamente o papel de líder da oposição constitucional, o chamado partido popular.
A questão da regência resultava de D. Pedro ter assumido o poder ditatorialmente, isto é sem confirmação parlamentar, e Manuel Passos e a esquerda vintista entenderem que, segundo a Carta Constitucional, não o podia ele exercer.
Nas Cortes, logo nas primeiras palavras que pronunciou, se reconheceu que estava ali um orador admirável com todo o fogo da palavra tribunícia, e ao mesmo tempo com toda a urbanidade da palavra académica. Na sua relação com D. Pedro, tratava com toda a consideração e respeito o homem que prestara tão relevantes serviços à causa da Liberdade, mas punha acima de todas as considerações o respeito pela lei: Um bom princípio, dizia ele, vale mais do que um homem, mesmo quando esse homem é o imperador, poder-se-ia acrescentar. Essas questões de princípio foram a norma constante de toda a sua vida política.
Mantendo a defesa da recusa do confisco dos bens pessoais dos vencidos da guerra civil, enfrentou, logo na estreia dos debates parlamentares, outro orador de peso, na pessoa de Rodrigo da Fonseca Magalhães, de quem teria de ser muitas vezes adversário político, mas sempre amigo pessoal. Nunca Manuel Passos subiria tão alto em eloquência e verve como nesse pleito da lei de indemnizações, com a qual se pretendia arrancar aos bens dos vencidos o necessário para indemnizar as vítimas do regime anterior. Segundo Manuel Passos, era mentir às tradições generosas do partido liberal, era arrolar para satisfazer vindictas e caprichos de momento, os grandes princípios do novo regime.
Com estas posições de conciliação, Manuel Passos, ou Passos Manuel, como então lhe começaram a chamar, para o distinguirem de seu irmão José Passos, começou por inspirar simpatias aos próprios adversários e ardente entusiasmo aos seus correlegionários da ala esquerda.
Nessa primeira legislatura do novo regime, fazendo sempre cerrada oposição, primeiro ao governo de transição de Bento Pereira do Carmo e, depois da morte de D. Pedro IV, ao ministério presidido por Pedro de Sousa Holstein, conhecido pelo ministério dos devoristas, e aos que se lhe seguiram.
Neste processo, Manuel Passos foi, de todos os políticos novos postos em evidência pela eleição de 1834, aquele que se mostrou mais conhecedor dos assuntos políticos, o parlamentar mais brilhante e o democrata mais ardente. E fê-lo sem perder as suas grandes qualidades de urbanidade e cortesia. Entre 1834 e 1850 foi o 1.º e único Grão-Mestre do Oriente Passos Manuel ou Maçonaria do Norte.
Entretanto sucediam-se os ministérios uns aos outros, sem estabilidade nem firmeza. Ao primeiro ministério, formalmente da iniciativa da rainha D. Maria II, mas na realidade indigitado por disposição testamentária de Pedro IV, presidido pelo duque de Palmela, que caíra face à grande onda de contestação que varria o país, segue-se novo ministério de transição, presidido D. Vitório Maria Francisco de Sousa Coutinho Teixeira de Andrade Barbosa, conde de Linhares, que conduz ao primeiro governo claramente cartista presidido por João Oliveira e Daun, o marechal Saldanha.
Com o aparecimento do cartismo no poder, Manuel Passos redobrou a sua oposição, sendo dentro em breve secundado por uma crescente adesão militar, particularmente quando, obrigado pelos compromissos da Quádrupla Aliança, o governo se vê forçado ao envio de um corpo expedicionário português de 6 000 homens para Espanha, a pedido de Juan Álvarez Mendizábal, para combater os carlistas. O descontentamento é tal que os militares se pronunciam, impondo pela força a queda do governo. Saldanha caía na ponta das espadas e estavam inaugurados os pronunciamentos militares em Portugal, iniciando uma sequência de eventos que se repetiria dezenas de vezes durante os 150 anos seguintes.
Foi por essa altura nasceu a expressão comer à mesa do orçamento, para designar a política de desenfreado favoritismo na distribuição de empregos e subsídios públicos, de que com demasiada frequência tem enfermado a governação portuguesa. A expressão nasceu de uma declaração de Rodrigo da Fonseca Magalhães, que foi Ministro do Reino entre 15 de julho e 18 de novembro de 1835, durante o governo de Saldanha, onde este dizia, referindo-se aos adversários políticos, que postos todos a comer à mesma mesa depressa passariam de convivas satisfeitos a amigos dedicados.
A aplicação da política subjacente à mesa do orçamento teve especial desenvolvimento em 1835 e 1836, levando a uma distribuição sem precedentes de títulos nobiliárquicos e de prebendas várias, que foi bem glosada na célebre tirada de Almeida Garrett: Foge, cão, que te fazem barão. Para onde? Se me fazem visconde…. Também significativos são os seguintes versos do Brás Tisana:
Uma nação de empregados
é Portugal? Certamente:
Até D. Miguel, do trono
De Maria… é pretendente.
Em Lisboa, o Clube dos Camilos, assim chamado por celebrar as suas sessões no antigo convento dos Camilos, tocava as raias da demagogia. O ministério que tinha pouca confiança no seu apoio parlamentar, proibiu as sessões, e com isso ainda mais exacerbou o país.
Ao governo presidido por Saldanha sucedeu novo ministério de carácter transitório, agora presidido por José Jorge Loureiro, o qual caiu em consequência da atitude indecisa que adoptou na questão da nomeação do rei-consorte D. Fernando de Saxe-Coburgo-Gota para comandante em chefe do exército. O ministério seguinte, presidido pelo 1.º duque da Terceira, resolveu a questão, nomeando D. Fernando para o lugar. Este e outros actos do ministério, porém, levantaram grande agitação entre a esquerda, capitaneada por Manuel Passos, a qual foi endurecendo a suas posições anti-cartistas e preparando uma fortíssima campanha para o acto eleitoral marcado para 17 e 31 de julho de 1836.
Contudo, em boa parte graças ao caciquismo e à manipulação das urnas, as eleições foram claramente favoráveis ao governo cartista em toda a parte, excepto em duas circunscrições, o distrito do Porto e o distrito de Viseu. As novas câmaras tinham sido convocadas para 5 de agosto de 1836, mas o governo resolveu adiá-las para 11 de setembro.
Porém, quando no dia 9 de setembro (de 1836) desembarcaram em Lisboa os deputados oposicionistas vindos do Porto, foram estes, entre os quais Manuel Passos, recebidos com o mais vivo entusiasmo. Em breve, a ovação que lhes foi feita acabaria por tomar o carácter de uma clara manifestação política anticartista, pondo em causa o resultado das eleições. Quando, nesse mesmo dia, a Guarda Nacional pegou em armas contra o governo, tinha rebentado a revolução.

### A Revolução de Setembro e a subida ao poder
Quando a 9 de setembro de 1836 a Guarda Nacional, capitaneada por Francisco Soares Caldeira, pegou em armas e tratou de ocupar a capital, proclamando que a Constituição Política da Monarquia Portuguesa de 1822, estava novamente em vigor, embora com as modificações que as Cortes lhes introduzissem, estava desencadeada a Revolução de Setembro.
Aquela revolução mudaria de forma decisiva o panorama político português. Os seus aderentes, entre os quais Passos Manuel, passariam a ser conhecidos pelos setembristas, graças à coincidência do mês da Revolução com o da aprovação da Constituição de 1822, que pretendiam restaurada. Em contraposição, os apoiantes do governo, e por consequência da Carta Constitucional, passaram a ser conhecidos pelos cartistas.
A reacção governamental e da rainha foram ineficazes e as tropas de linha, enviadas para sufocar o movimento, fraternizaram com a Guarda Nacional. A rainha, obrigada a ceder a um movimento que não pudera reprimir, chamou em 10 de setembro ao seu conselho os homens que representavam a opinião predominante. Formou-se novo ministério, presidido por D. José Manuel da Cunha Faro Menezes Portugal Gama Carneiro e Sousa, 4.º conde de Lumiares, que também ficou com a pasta da Guerra, que integrava Vieira de Castro na Justiça; o visconde de Sá da Bandeira, na Fazenda e interino dos Negócios Estrangeiros; Vasconcelos Correia, na Marinha; e Passos Manuel, no poderoso Ministério do Reino.
Produto de um pronunciamento militar e constituído ao arrepio do resultados das eleições, e portanto sem base parlamentar, este ministério tinha forçosamente de assumir a ditadura, isto é de governar sem legitimação parlamentar. Assumiu-se a ditadura, cancelou-se a convocatória das Cortes, tratando-se ao mesmo tempo de convocar imediatamente eleições para novas Cortes, agora com poderes constituintes.
Não demoraram as reacções contra o ministério setembrista. Logo no dia 18 de setembro, 27 membros da câmara alta protestaram contra a revolução, ao mesmo tempo que corriam boatos de uma iminente contra-revolução.
No dia 5 de Outubro constou ao governo que o Batalhão de Caçadores n.º 5 se preparava para se rebelar. O Batalhão foi de imediato mandado para o Algarve, ostensivamente para combater as guerrilhas do Remexido, as quais pareciam operar de forma coordenada com os movimentos carlistas da Andaluzia. Como o Batalhão de Caçadores n.º 5 não inspirava confiança, logo atrás marchou para sul do rio Tejo uma divisão comandada pelo general José Lúcio Travassos Valdez, 1.º barão de Bonfim.
Contudo, o maior desafio à ditadura setembrista veio da própria monarca, a qual, decididamente partidária da Carta Constitucional de 1826, tudo fazia para evitar a elaboração de nova Constituição e suportava mal os anseios de soberania do povo manifestados pelos setembristas.
Sob o impulso de D. Maria II e dos seus conselheiros cartistas, estava o ministério no poder há nem dois meses, quando a 3 de novembro rebentou o movimento da Belenzada. Naquele dia, a rainha retirou-se para Belém, demitiu o ministério, organizou outro gabinete, e fez proclamar nos arredores do Paço a restauração da Carta Constitucional.
Conhecedor do que se passava, Manuel Passos tratou logo de apelar à Guarda Nacional, e achou-a pronta a acompanhá-lo. A tropa de linha; que estava em Lisboa, manteve-se também fiel ao ministério. Com este apoio, os membros do governo não aceitaram as suas demissões. Em presença desta atitude, a rainha desanimou, voltou para Lisboa, e continuou a funcionar o regime estabelecido.
O movimento da Belenzada malogrou-se, além de outras causas, pela intervenção dos marinheiros de dois navios de guerra britânicos que estavam fundeados no Tejo. Os britânicos desembarcaram, diziam eles, com o fim de proteger a rainha, o que irritou profundamente os próprios cartistas. Foi Manuel Passos quem primeiro protestou, e com toda a energia, contra a intervenção inglesa, mais ou menos disfarçada. Estava detido em Belém, onde a rainha o mandara chamar.
Na sequência da tentativa de contra-revolução, a 5 de novembro a rainha nomeava presidente do conselho de ministros o visconde de Sá da Bandeira, que chamou logo para seu lado Vieira de Castro e Passos Manuel. Até 1 de junho do 1837, pois tanto se dilatou esta situação, Manuel Passos teve a seu cargo, ora alternada, ora simultaneamente, as pastas do Reino, da Fazenda e da Justiça.
No interim, José Bernardino de Portugal e Castro, marquês de Valença e conde de Vimioso, foi formalmente presidente do ministério durante um dia, de 4 para 5 de novembro de 1836, o que seguramente garante ao seu governo um lugar entre os recordistas do mais curto mandato político.
Entretanto a 20 de novembro de 1836 realizaram-se novas eleições gerais, e as cortes constituintes, que haviam sido convocadas a 12 de Outubro de 1836, reuniram-se pela primeira vez no dia 18 de janeiro de 1837, numa sessão legislativa que se prolongaria até 4 de abril de 1838. Para elas Manuel Passos foi eleito deputado pelo Porto, prestando juramento a 25 de janeiro de 1837.
No entretanto a sua actuação à frente dos setembristas, e a forma como dirigiu a Revolução de Setembro, com o proclamado desígnio de a encaminhar no sentido dos interesses do país, depressa alienaram os seus apoiantes mais radicais, os quais se foram lentamente distanciando do governo. Apesar disso, enquanto permaneceu no ministério, Manuel Passos desenvolveu uma acção governativa de uma energia e capacidade de inovação sem precedentes.

### A acção governativa de Passos Manuel

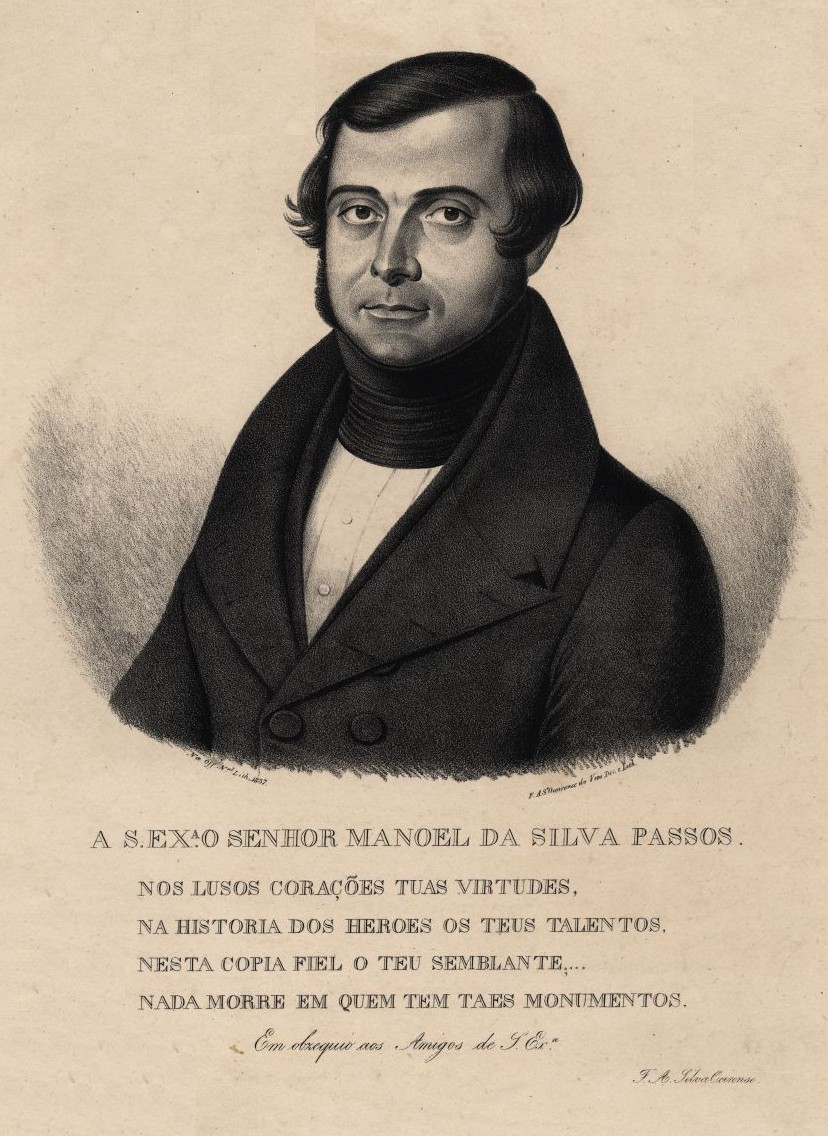
Manuel da Silva Passos nos seus tempos de governante.

Apesar de posições parlamentares mais moderadas assumidas a partir de 1835, Passos Manuel foi nomeado Ministro do Reino após o movimento dos Guardas Nacionais e foi sempre considerado como uma das figuras chave do Setembrismo. Esteve no poder durante 9 meses, de 10 de setembro de 1836 a 1 de junho de 1837.
Foi um período curto, durante o qual, favorecido pela situação de ditadura que dispensava a apreciação parlamentar, deixou um extraordinário conjunto de reformas, algumas delas seminais para aspectos ainda hoje visíveis na sociedade portuguesa. Alguns dos relatórios que precedem os seus decretos são verdadeiras obras-primas de análise social e de perspicácia na procura de soluções para alguns dos principais bloqueios da sociedade portuguesa.
Passos Manuel, como Ministro do Reino, ao tempo responsável pelas políticas educativas, começou logo a tratar da instrução pública. Pelo decreto de 18 de novembro de 1836, criou em Lisboa um depósito geral de máquinas, modelos, utensílios, desenhos, descrições, e livros relativos às diferentes artes e ofícios, com a denominação de Conservatório das Artes e Ofícios de Lisboa, e com o fim principal de promover a instrução prática em todos os processos industriais por meio da imitação. Por decreto de 5 de janeiro de 1837 foi também criado no Porto um depósito geral com a designação de Conservatório Portuense de Artes e Ofícios, com o mesmo fim, método de organização, administração e regulamento que o de Lisboa. Foi o embrião do ensino técnico em Portugal.
Deve-se também a Passos Manuel a fundação da Academia de Belas Artes, pois foi ele quem referendou os três decretos de 25 de Outubro de 1836, todos relativos àquela Academia: o primeiro daqueles decretos teve por fim criar a Academia; o segundo, colocá-la numa parte do edifício do extinto convento de São Francisco da Cidade, criando uma biblioteca especial de Belas Artes no mesmo edifício; e o terceiro nomeou para os diversos empregos da Academia as pessoas constantes duma relação que acompanhava o mesmo decreto. A Academia ficava sob a alta protecção da rainha D. Maria II e do rei D. Fernando.
Nesse mesmo ano de 1836, também por iniciativa de Passos Manuel, foi criada, por decreto de 27 de Outubro, a Casa Pia de Évora. Por decreto de 12 de janeiro de 1837, referendado pelos ministros Passos Manuel e visconde de Sá da Bandeira, foi criada uma Casa Pia, com a denominação de Asilo Rural Militar, destinada exclusivamente a recolher, alimentar e educar 80 alunos, filhos de praças de pré do exército. O asilo ficaria assente no edifício do extinto Convento do Varatojo, aplicando-se-lhe também a respectiva cerca e uma porção de terreno não muito distante do estabelecimento.
A 28 de setembro de 1836, Manuel da Silva Passos encarregou Almeida Garrett de elaborar e propor ao governo um plano para a fundação e organização do Teatro Nacional de Lisboa, devendo ao mesmo tempo informar acerca das providências necessárias para efectuar os melhoramentos necessários nos teatros existentes. Do plano elaborado por Almeida Garrett resultou o decreto de 15 de novembro, criando a Inspecção-Geral de Teatros e simultaneamente estabelecendo um Conservatório Geral de Arte Dramática.

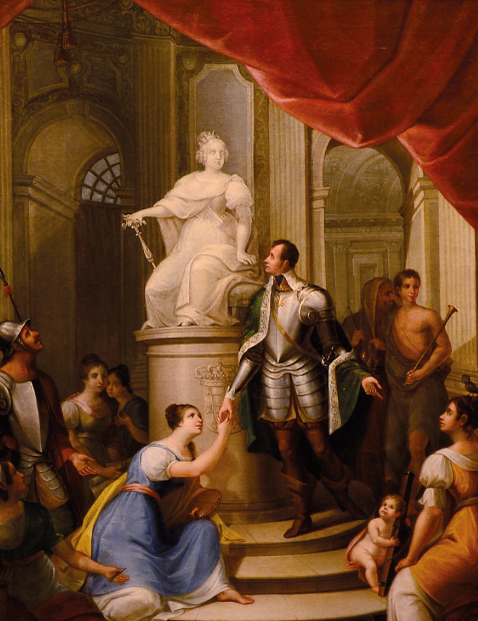
Alegoria à instituição da Academia de Belas Artes de Lisboa, por Norberto José Ribeiro (1840).

A 17 de novembro de 1836 publicou um decreto criando liceus nas capitais de distrito, lançando assim as bases do actual sistema de ensino. Apesar do decreto apenas ter tido execução mais de uma década depois, ficou lançada a semente do sistema de ensino secundário, que ainda persiste.
Por decreto de 29 de dezembro de 1836 deu uma nova organização às escolas de cirurgia de Lisboa e Porto, dando-lhes a denominação de Escola Médico-Cirúrgica de Lisboa e Escola Médico-Cirúrgica do Porto.
Também se deve a Passos Manuel, a fundação, em janeiro de 1837, da Academia Politécnica do Porto em substituição da antiga Academia Real de Marinha.
Ainda em matéria de políticas de educação, transformou os estudos da Universidade, formou um novo plano para as escolas de instrução primária, recomendou a criação de associações agrícolas, fabris e industriais nas terras mais importantes do reino. No contexto desta reforma, por decreto de 5 de dezembro de 1836, é criada a primeira faculdade de Direito portuguesa, pela fusão das anteriores faculdades de Cânones e de Leis da Universidade de Coimbra. Já em 1833, no âmbito de uma comissão encarregada de propor uma reforma da instrução pública, Alexandre Tomás de Morais Sarmento, havia proposto a junção das escolas, sem sucesso.
Além das grandes medidas já citadas, Passos Manuel resolveu, reformar o sistema tributário, com destaque para as questões aduaneiras. Para tal, numa linha proteccionista e desenvolvimentista, promulgou as pautas de 10 de janeiro de 1837, das quais tentou fazer instrumento para combater o devorismo das classes mais abastadas. Deu com isso um novo fôlego ao comércio externo, que andava ainda regulado pela pauta aduaneira de 14 de fevereiro de 1782, a qual, deixava de fora a Inglaterra, a principal origem das importações portuguesas. Com esta medida, que fora laboriosamente preparada pelos governos cartista, que contudo foram incapazes de a pôr em prática, Portugal recuperou a sua soberania alfandegária e ficou dotado de medidas proteccionista que atingiam, pela primeira vez, os interesses comerciais britânicos.
Em 31 de dezembro de 1836 promulgou um novo Código Administrativo, no qual também colaborou seu irmão José da Silva Passos. Esse Código inspirava-se nas reformas iniciais de Mouzinho da Silveira e orientava-se por uma filosofia democrática e descentralizadora da administração pública, ainda não atingida no Portugal de hoje.
Tratou também o notável ministro de providenciar com relação ao modo de facilitar aos devedores à fazenda o pagamento dos seus débitos, sem prejuízo do tesouro, e a respeito da exportação dos vinhos do Douro, da redução de tenças e de pensões e da extinção do papel-moeda. Outra importante reforma foi a criação do registo hipotecário.

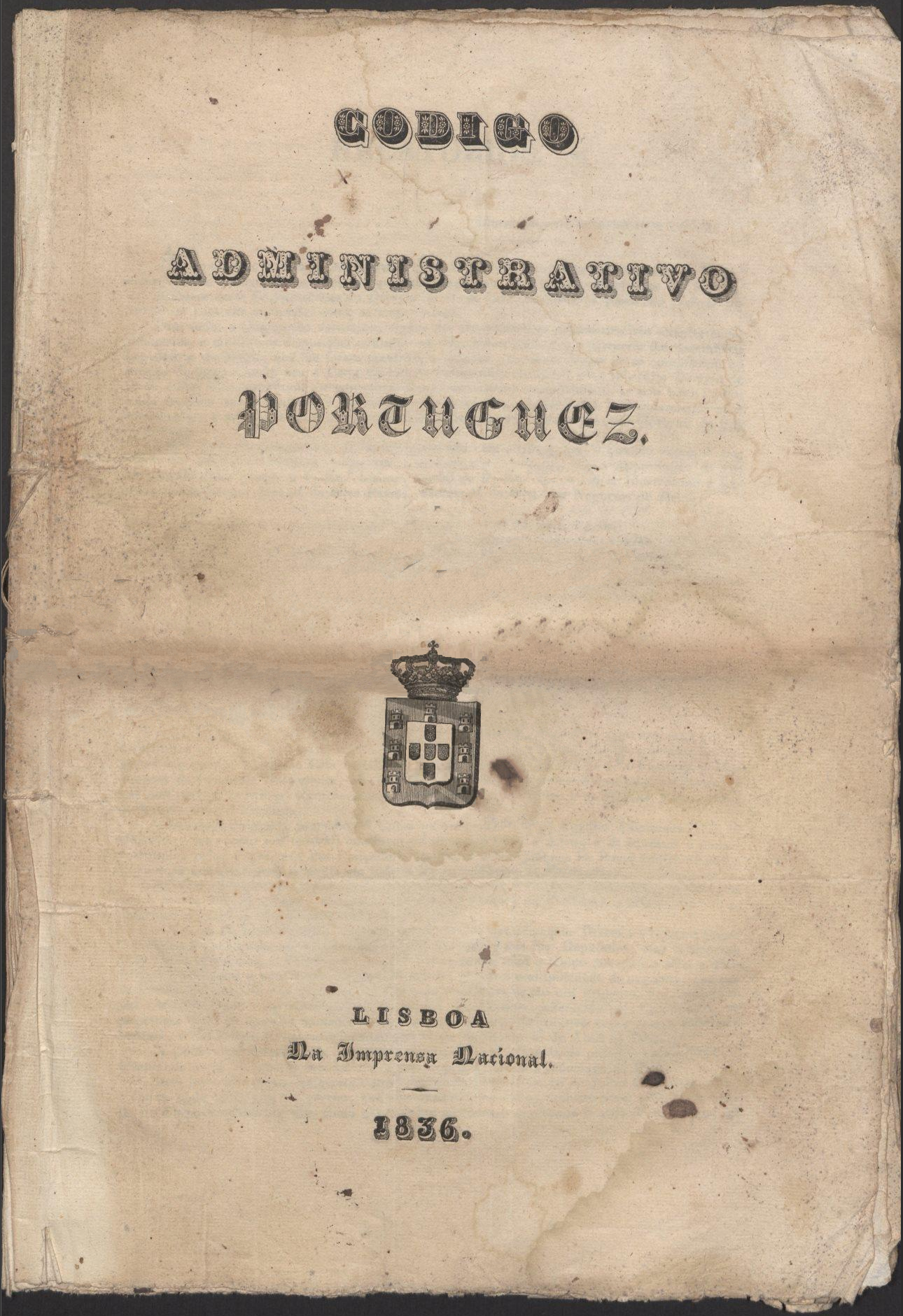
O Código Administrativo de 1836

O ímpeto reformista de Passos Manuel ia-lhe granjeando um crescente número de adversários, até nas fileiras esquerdistas, prontas para contestar a situação mas incapazes de afrontar os interesses instalados. Foi um deles, José Estêvão, que se estreou na tribuna combatendo o ministério, afirmando que todas as leis publicadas não prestavam e que Passos Manuel, ao governar em ditadura, violara a Constituição de 1822, razão pela qual o queria ver enforcado.
A moderação alienara-lhe o apoio da esquerda, sem lhe trazer a confiança da direita. A maioria dos parlamentares considerava perfeitamente transitórias e efémeras as reformas de Passos Manuel, mesmo aquelas que ainda subsistem quase dois séculos depois, e a sua base de apoio foi sendo sucessivamente reduzida.
Quando a 5 de abril se começou a discutir-se a Constituição, as propostas reformistas de Passos Manuel já agradavam a poucos. A ruptura surgiu na sessão de 10 de maio de 1837, quando se discutia a criação de lugares de Secretários de Estado e a proposta de Passos Manuel foi rejeitada pela Câmara que vota 63 contra 33. Triunfou uma maioria de ordeiros e dissidentes. Costa Cabral vota contra Passos Manuel.
Aquela votação tornava patente o isolamento do governo e conduziu à sua rápida desagregação. Naquela mesma data desapareceu o espaço de liderança de Passos Manuel, e terminou, na prática, a meteórica carreira política que iniciara uma década antes.
Nesse mesmo dia Passos Manuel e os seus colegas de governo pediram a demissão, mantendo-se um ministério de apenas dois ministros, cada um acumulando meia dúzia de pastas, só governando nominalmente. A tudo isto, veio juntar-se, três dias depois, a Conspiração das Marnotas, de cariz miguelista.
Face ao aprofundar da crise política, a 2 de junho de 1837, é nomeado um ministério presidido por António Dias de Oliveira, com claro carácter de transição. Passos Manuel abandona em definitivo a governação.
Desencantado com a política, com a saúde debilitada, afasta-se de todos, incluindo do seu irmão, e recolhe-se à vida privada, constituindo família e dedicando-se à lavoura no Ribatejo. Apesar desta saída, diz-se que acompanhou lealmente os seus amigos, sem despertar a cólera dos inimigos.

### Vida familiar
Retirado da vida política, Manuel da Silva Passos casou a 28 de dezembro de 1838 com D. Gervásia Joaquina Farinha de Sousa Falcão, filha de João de Sousa Falcão e de sua mulher D. Maria Xavier Farinha Falcão, uma rica herdeira descrita como senhora de porte gentil e grave. Deste consórcio houve duas filhas: D. Beatriz de Passos Manuel, que teve o título de viscondessa de Passos, em atenção aos serviços de seu pai, que casou com Adriano Augusto Brandão de Souza Ferreri, Visconde de Ferreri; e D. Antónia de Passos Manuel, que casou com Pedro de Sousa Canavarro, neto do 1.º barão de Arcossó.
Na sequência do seu casamento, em 1840 instalou-se em Constância e depois nas suas propriedades de Alpiarça. Em 1841 adquiriu a Alcáçova de Santarém, em tempos residência real, nas proximidades da Porta do Sol, onde fixou a sua residência permanente e onde haveria de falecer.
Como depois diria, a 18 de Outubro de 1844, nas Cortes, não há melhor antídoto para as paixões políticas do que o casamento e a gordura. Apesar de assim o fazer crer, não parece ser verdade que tenha abdicado voluntariamente da política. Antes parece ter-se retirado devido à perda de apoios a que o seu reformismo e vontade de conciliação o conduziu.
Tanto assim é que voltou a ser eleito pelo Porto nas eleições gerais realizadas a 12 de agosto de 1838, tendo prestado juramento a 8 de janeiro de 1839. Deixou de ser liderante, retraiu-se na participação política, mas manteve uma constante actividade política.

### Os anos finais

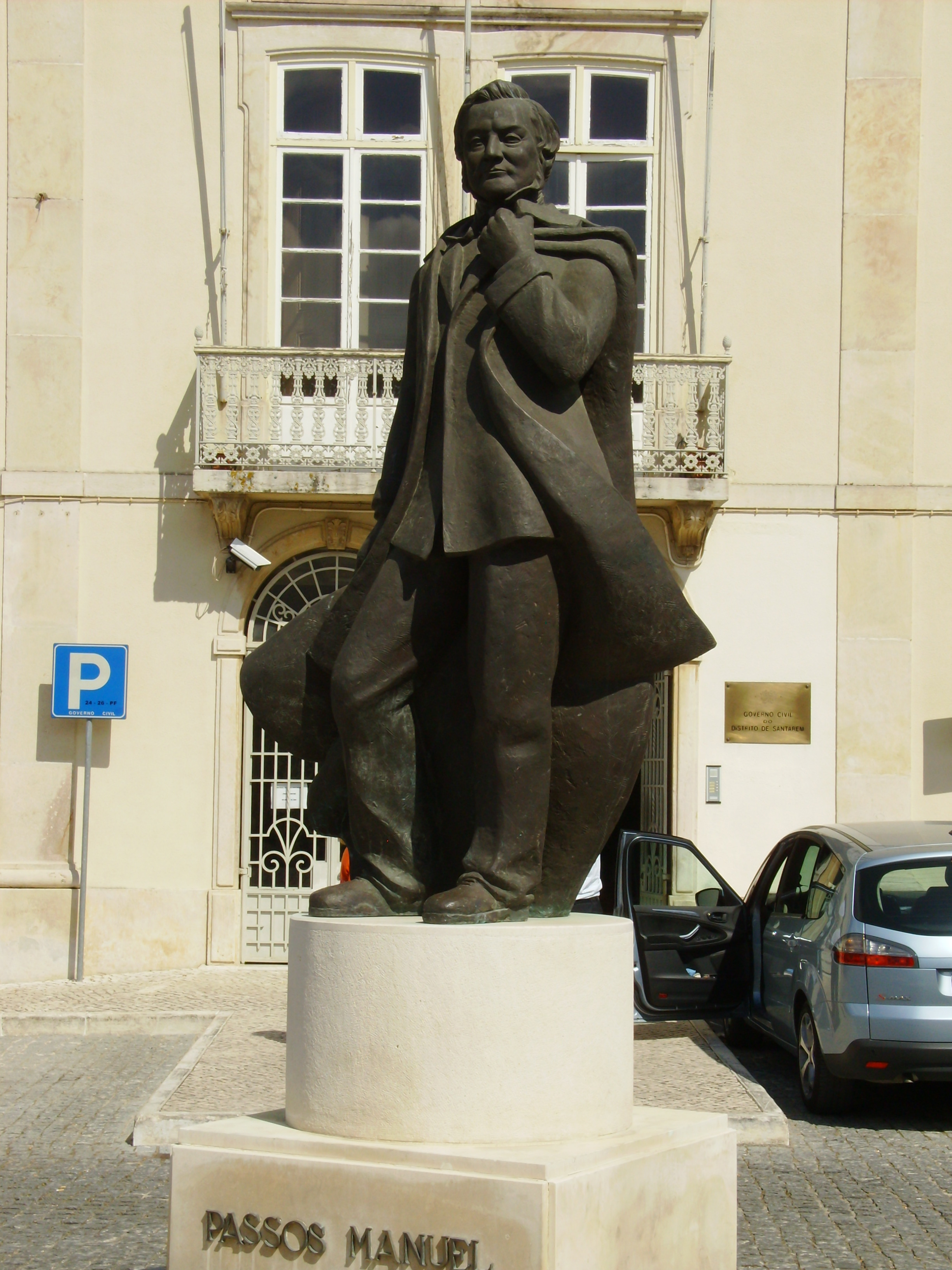
Estátua em homenagem a Passos Manuel (Santarém, Portugal).

A Constituição acabou de se discutir e promulgou-se, e Passos Manuel foi eleito senador, tendo prestado juramento a 16 de julho de 1841. No Senado pronunciou alguns discursos notáveis, mas persistiu em se abster de entrar na parte verdadeiramente política dos debates.
Depois da contra-revolução do Porto, em 1842, da qual resultou o restabelecimento da Carta Constitucional com a consequente extinção da câmara dos senadores, Passos Manuel voltou a concorrer nas eleições gerais de junho de 1842 e foi reeleito deputado, desta feita por Nova Goa, prestando juramento a 10 de abril de 1843 e assentando-se nos bancos da oposição.
No entretanto, poucas vezes apareceu na câmara, e poucas vezes também usou da palavra. Estava completamente entregue às suas ocupações agrícolas; tornara-se lavrador no Ribatejo, e entregava-se com entusiasmo aos cuidados da lavoura. O seu nome adquirira, por isso mesmo, um extraordinário prestígio.
Esse homem que atravessara o poder sem se demorar, e que deixara, contudo, um rasto brilhantíssimo da sua passagem, que servira sempre desinteressadamente o seu país, que dele não recebera nem honras, nem empregos, nem benefícios, que se mostrara sempre liberal sincero, patriota ardente, que ligara o seu nome uma série de reformas notáveis, e que nunca entrara nas lutas mesquinhas da política, que nunca se metera nas suas intrigas, que tivera o mais constante e o mais nobre desprendimento, a mais nobre altivez de ânimo, que falara alto aos reis nos seus paços, e quando eles tinham por si a força e a vontade de a empregar, que nunca lisonjeara baixamente o povo, que fora levantado ao poder por uma revolução que ele não provocara, e que o levantara nos escudos como ao mais digno, cuja palavra se levantara sempre a favor das causas sagradas da liberdade e da tolerância, e que depois de tudo isso fora entregar-se tranquilamente aos modestos trabalhos da agricultura, adquirira no país um grande prestígio. Simultaneamente distanciava-se do irmão, assumindo-se cada vez mais como senador afastado da política activa.
Apesar desse distanciamento, a 10 de Outubro de 1844 pronunciou nas Cortes um discurso sobre a abortada revolta de Torres Novas que à época foi considerado como do melhor que a oratória parlamentar tinha produzido. Naquela intervenção, a puxar ao sentimentalismo, apela ao amor e compaixão do governo para com os revoltosos derrotados, recomendando a estes paciência e confiança nas leis e apresentando como exemplo a seguir o seu comportamento em 1836–1837, período durante o qual considerava ter tratado os adversários com honra e distinção.
Concorreu novamente nas eleições gerais de 17 de agosto de 1845 (6.ª legislatura), sendo desta feita eleito pelo Alentejo. Contudo, face àquilo que considerava ter sido a inaceitável manipulação das eleições perpetrada pelo governo de Costa Cabral, em sinal de protesto decidiu não assumir o lugar nas Cortes, retirando-se para os seus afazeres agrícolas no Ribatejo.
Quando na Primavera de 1846 rebenta a Revolução da Maria da Fonte e se constituem Juntas revolucionárias pelo país, encabeça a 21 de maio a Junta da Província da Estremadura, que se havia constituído em Santarém, mas mais uma vez dá mostras de brandura e vontade de conciliação, iniciando de imediato conversações com o governo com vista a uma resolução pacífica do conflito, promovendo a rendição, a 5 de junho, das forças sob o controlo daquela Junta.
Dissolvido o parlamento, volta a candidatar-se pelo Alentejo, defendendo um programa moderado que evitava as questões candentes da reforma constitucional e do destino a dar à Carta Constitucional.
Tendo-se dado a Emboscada e iniciado a guerra civil da Patuleia, parte para o Porto, onde se junta ao irmão, José da Silva Passos, que entretanto se havia assumido como um dos líderes patuleias daquela cidade. Contudo, continua a agir discretamente, assumindo-se sempre como um mero auxiliar do irmão.
Celebrada a Convenção de Gramido e terminada a guerra civil, regressa aos seus afazeres de lavrador ribatejano, apenas para reaparecer nas eleições gerais de novembro de 1851 (8.ª legislatura), nas quais foi novamente eleito por Santarém, tendo prestado juramento a 17 de janeiro de 1852. Tendo-se iniciado a Regeneração, a qual causou uma rápida desagregação dos velhos partidos políticos e absorção da maioria dos setembristas pelo emergente Partido Progressista Histórico, os irmãos Passos ficariam cada vez mais isolados, com Manuel Passos, mais moderado, a saudar as reformas constitucionais e assumir uma oposição colaborante, embora crítica, ao governo. Reeleito por Santarém nas eleições gerais de 12 de dezembro de 1852, ocupou um lugar na esquerda parlamentar, embora votasse com o governo quando a consciência o ditava. Confessando-se cansado de lutas civis, declarava na Câmara: a oposição que faço aos actuais senhores ministros é uma oposição amigável.
Cada vez mais arredado dos debates políticos, a partir de 1855 deixou de ser encarado como figura liderante da oposição progressista, participando pouco e parecendo hesitar entre o apoio e oposição ao governo, dando sinais de cansaço e desinteresse, talvez resultado da doença de que há muito padecia.
Em finais da década de 1850, os problemas de saúde que o afligiam há longos anos pioraram, remetendo-o definitivamente para a sua casa de Santarém. Falou pela última vez nas Cortes a 17 de fevereiro de 1857.
O rei D. Pedro V, que lhe tinha recusado em 1857 um lugar no Conselho de Estado, por carta régia de 17 de maio de 1861 nomeou-o Par do Reino, embora ele, aparentemente por razões de saúde, não tenha tomado assento na câmara alta.
Manuel da Silva Passos faleceu aos 57 anos, em casa, no sítio de Alcáçova, freguesia e paróquia de Marvila, Santarém, a 18 de janeiro de 1862, sem ter tomado posse na Câmara dos Pares. Nunca aceitou mercês ou títulos, embora a sua filha mais velha tenha sido elevada a viscondessa de Passos, em 1851, em atenção aos merecimentos do pai. Encontra-se sepultado em jazigo seu, no Cemitério dos Capuchos, da cidade de Santarém.
Quando a notícia do seu falecimento foi sabida em Lisboa, a Câmara dos Deputados, que estava reunida, lançou na acta um voto de sentimento pela morte do grande liberal e, por proposta de José da Silva Mendes Leal, determinou que na sala da biblioteca da câmara, fundada pelo eminente tribuno, se colocasse o seu busto, o qual ali perdura.
Anos depois, os seus patrícios do concelho de Bouças, hoje Matosinhos, erigiram-lhe uma estátua na Alameda de Leça. O mesmo lhe fez a cidade de Santarém, em cujo centro está uma estátua de Passos Manuel.
O seu nome é recordado na toponímia de múltiplas localidades, com destaque para a cidade do Porto, que lhe dedica várias estruturas. A Escola Secundária Passos Manuel é a mais antiga de Lisboa.
A partir do ano 2000, a Fundação Passos Canavarro, liderada por um seu descendente e com sede na sua casa da alcáçova de Santarém, preserva a sua memória e organiza eventos de natureza cívica e artística. Em 2011 surgiu uma proposta para a trasladação do seu corpo para o Panteão Nacional da Igreja de Santa Engrácia, em Lisboa, mas o mesmo não ocorreu devido a restrições orçamentais.

## Publicações
É autor das seguintes obras publicadas:
- Memorial sobre a necessidade e meios de destruir promptamente o tyranno de Portugal, e restabelecer o throno de sua majestade à senhora D. Maria II e a Carta de 1826, Paris, 1831;
- Segundo memorial sobre o estado presente de Portugal, e como não ha razão, nem direito, nem força para tirar à senhora D. Maria II a sua coroa, e a nós a nossa liberdade, Paris, 1831;
- Breve razoamento a favor da liberdade lusitana, e da senhora D. Maria II, duqueza do Porto, e rainha constitucional dos portuguezes, Paris, 1832;
- Exame de algumas aptidões e doutrinas, que os senhores Filippe Ferreira de Araujo e Castro, e Silvestre Pinheiro Ferreira expendem em seu "Parecer, Notas e Analyse das observações do sr. José Ferreira Borges", Paris, 1832;
- Parecer de dois advogados da Casa do Porto: 1.º sobre a carta particular que o sr. Cândido José Xavier dirigiu ao sr. Rodrigo Pinto Pizarro; 2.º sobre a communicação que S. M. E o sr. D. Pedro de Bragança fez ao general Conde de Saldanha, Paris, 1832;
- Resposta aos artigos publicados no "Times" contra o ex.mo sr. general Conde de Saldanha, e que suppomos serem obra d'um olheiro chamorro bem conhecido, 1832;
- Réponse aux accusations publiées derníérement dans le "Times" contre le général Comte de Saldanha; dediée á ses amis personnels et politiques par les citoyens portugais Joseph et Manuel da Silva Passos, Paris, 1832 (versão em francê, mais extensa, da anterior);
- Relatório apresentado às Cortes extraordinárias e constituintes, pelo ministro secretario de Estado dos Negócios do Reino, Lisboa, 1837;
- Discurso do sr. Passos (Manuel) pronunciado na sessão de 16 de julho de 1841, na Câmara dos Senadores, Porto, 1841 (versa sobre o requerimento dum estrangeiro, que pedia uma pensão ao parlamento em remuneração de serviços feitos a causa constitucional);
- Discurso do sr. Passos (Manuel) sobre as contribuições municipaes, Porto, 1841;
- Discurso do sr. Passos (Manuel) pronunciado na sessão de 13 de fevereiro de 1840, Porto, 1840 (teve por assunto a questão do tráfico da escravatura, na discussão da resposta ao discurso da Coroa);
- Discurso do sr. deputado Passos (Manuel) na sessão de 18 de Outubro de 1844, Lisboa, 1845 (sobre o uso e abuso dos poderes ditatoriais de que o governo se revestira, por ocasião da sublevação de Torres Novas em fevereiro de 1844).